# Anisodactylus harpaloides
Anisodactylus harpaloides är en skalbaggsart som beskrevs av Leferte. Anisodactylus harpaloides ingår i släktet Anisodactylus och familjen jordlöpare. Inga underarter finns listade i Catalogue of Life.